# John R. Jewitt
John Rodgers Jewitt (* 21. Mai 1783 in Boston, England; † 7. Januar 1821 in Hartford, Connecticut) war Waffenschmied und Schriftsteller, Seefahrer, Schauspieler und Sänger. Die Beschreibung seiner zweijährigen Gefangenschaft bei Indianern der kanadischen Pazifikküste ist eine der wichtigsten Quellen zur Geschichte der dort lebenden Nuu-chah-nulth, die Jewitt als „Nootkas“ bezeichnete. Zugleich formten sie das Bild von den „Wilden“.

## Leben
John Rodgers Jewitt war Sohn des Schmiedes Edward Jewitt aus Boston in Lincolnshire. Er sollte auf Wunsch seines Vaters Helfer bei einem Arzt werden. Dazu schickte er ihn zu einer Schule, wo er Latein und Mathematik lernte. Doch entschied sich John für den Beruf des Schmiedes. 1797 ging er in die Lehre bei seinem Vater. 1798 zog die Familie nach Kingston upon Hull, wo der Vater in einer Werft arbeitete.

### Die Reise in den Pazifik

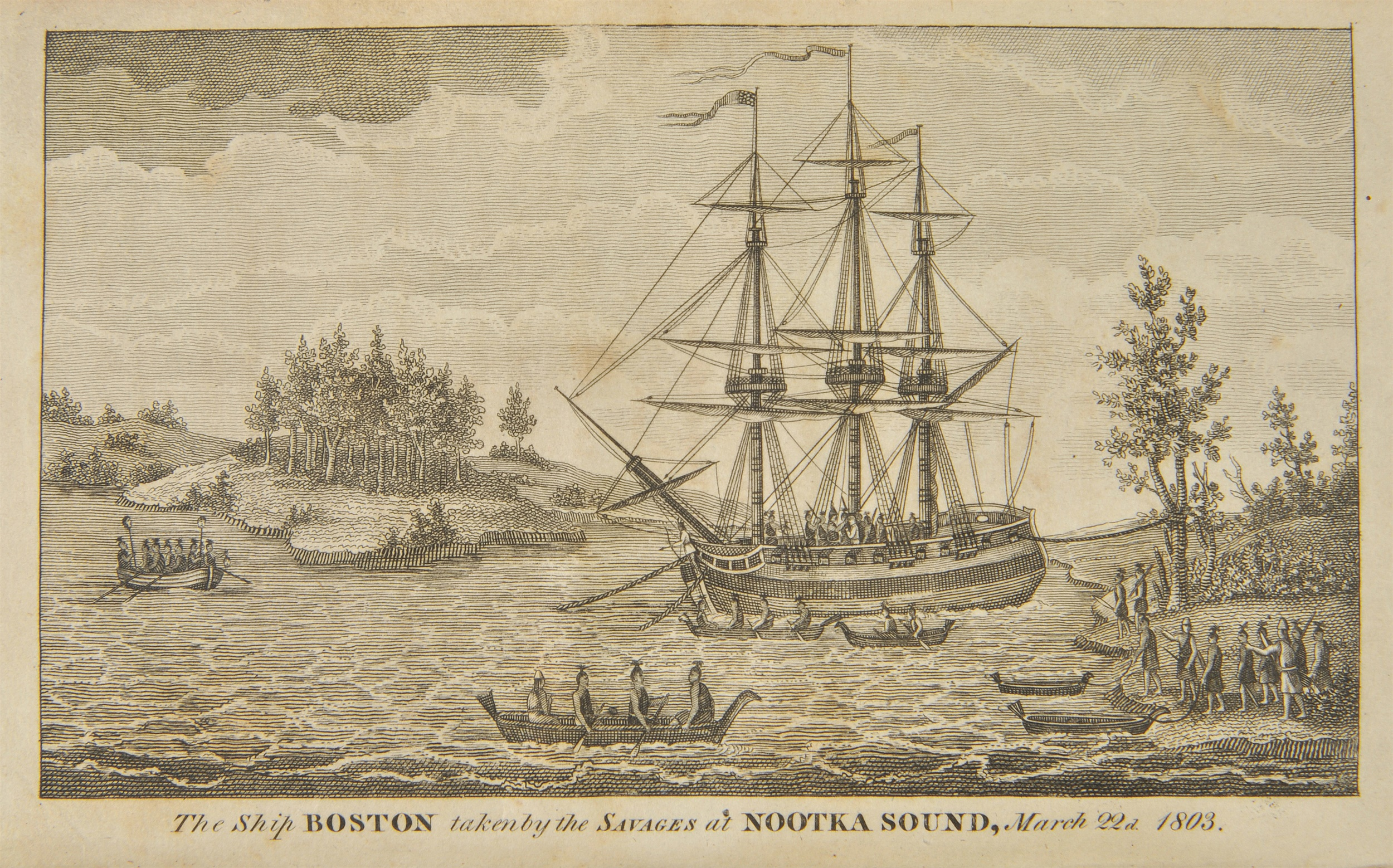
John R. Jewitt: A Narrative of the Adventures and Sufferings of John R. Jewitt; Only Survivor of the Crew of the Ship Boston, During a Captivity of Nearly Three Years Among the Savages of Nootka Sound: With an Account of the Manners, Mode of Living, and Religious Opinions of the Natives, 2. Aufl., Middletown, 1815

1802 kam Captain John Salter nach Kingston. Er hatte das Kommando über die Boston, ein Schiff der Amory Brothers aus Boston/Massachusetts. Beide Jewitts arbeiteten auf seinem Schiff, während Salter Waren für seine Pelzhandelsfahrt in den Nordpazifik akquirierte. Salter engagierte den jüngeren Jewitt als Waffenschmied. Damit war er zuständig für die Gewehre, aber auch für Eisenwaren, die im Handel mit den Indianern eine wichtige Rolle spielten. Am 3. September 1802 brach die Boston auf und erreichte nach einem Monat die Insel Santa Catarina vor der brasilianischen Südküste. Von dort ging es weiter um Kap Hoorn und am 12. März 1803 erreichte das Schiff den Nootka-Sund an der Westküste von Vancouver Island.
Als Salter den Häuptling der Mowachaht, Maquinna, dessen Machtgebiet sich zwischen der Brooks-Halbinsel im Norden und dem Nootka-Sund im Süden erstreckte, ein Gewehr verkaufte, über dessen schlechten Zustand sich Maquinna beschwerte, kam es in Yuquot zu einem Streit, in dessen Verlauf Salter offenbar vergaß, dass Maquinna durch die zahlreichen Kontakte mit Pelzhändlern recht gut Englisch verstand. Maquinna war schon von James Hanna (1785) und Esteban José Martínez (1789), den Befehlshabern von britischen bzw. spanischen Schiffen, schlecht behandelt worden. Dabei wäre er fast erschossen worden. Der Häuptling bereitete seine Rache vor.
Am 22. März 1803, einen Tag vor der geplanten Abreise, griffen die Krieger der Mowachaht die Boston an und ermordeten die gesamte Mannschaft. Nur John R. Jewitt und der Segelmacher John Thompson überlebten. Jewitt wurde von Maquinna als Waffenschmied gebraucht, gab Thompson als seinen Vater aus und bat den Häuptling um dessen Leben. Bei dem Handgemenge trug Jewitt jedoch eine schwere Kopfverletzung davon.

### Gefangenschaft und Aufstieg
Jewitt und Thompson blieben bis zum Sommer 1805. Anfangs wurden sie als kriegsgefangene Sklaven behandelt und als weiße Sklaven verspottet. Bei einer Auseinandersetzung töteten die beiden einen der Spötter. Doch Jewitt konnte den Respekt und das Vertrauen des Häuptlings gewinnen. Er erlernte sogar, im Gegensatz zu Thompson, deren Sprache. Außerdem erlaubte ihm Maquinna, Schmuck und Werkzeuge herzustellen, die er gegen Lebensmittel und andere Dinge eintauschen durfte. Die beiden Männer durften die Sonntagsruhe einhalten und Weihnachten zelebrieren. Andere Häuptlinge, wie Wickaninnish von den Tla-o-qui-aht wollten Jewitt wegen seiner herausragenden Fertigkeiten kaufen, doch Maquinna lehnte ab. Häuptling Machee Ulatilla versprach Jewitt sogar, ihn an ein vorbeifahrendes Schiff auszuliefern, wenn er dies wünschte.
Während einer Rebellion im Mai 1804 haben die beiden Maquinna wohl das Leben gerettet. Offenbar hatte der Zusammenbruch des Pelzhandels mit den Europäern und Amerikanern, der Maquinnas Ansehen lange gehoben hatte, nun zur Folge, dass immer wieder Hunger herrschte und die Sklaven betteln gehen mussten. Auch war die Waljagd oftmals ohne Erfolg, für die der Häuptling die Hauptverantwortung trug. Die rund 500 Krieger des Stammes wünschten den Tod der Gefangenen, doch Maquinna lehnte dies erneut ab. Von den neun Frauen des Häuptlings wurde Jewitt unterstützt.
Sie wurden im Rahmen eines Winterzeremoniells in eine Schamanengesellschaft aufgenommen, die Wolfstänzer. Maquinna ging so weit, seinen Schützling zu verheiraten. Jewitt durfte sich eine Frau aussuchen, die aus dem Stamm der im Norden lebenden Ehatteshaht stammte. Die 17-jährige Eu-stoch-ee-exqua schenkte ihm bald einen Sohn, dessen Namen er allerdings nicht erwähnt. Jewitt seinerseits reparierte Musketen, stellte Harpunen aus Eisen her und wertete allein dadurch Maquinna ungemein auf. Auch Thompson, dem es gelang, bei einem Überfall auf ein Indianerdorf sieben Männer zu töten, trug zur Verbesserung ihres Ansehens bei. Die beiden durften sogar je vier Gefangene als Sklaven halten.
Die beiden Männer lebten in Maquinnas rund 50 m langem Haus und der Häuptlingssohn gesellte sich zu ihnen. Sie nahmen an Jagd und Fischfang teil, ja sogar an kriegerischen Unternehmen. Auch wurden die beiden zu Potlatches und anderen Feiern eingeladen. An der Waljagd durften sie jedoch nicht teilnehmen, doch war Jewitt immerhin Zeuge der zeremoniellen Vorbereitungen und der triumphalen Rückkehr Maquinnas.

### Befreiung und Rückreise
Am 19. Juli 1805 tauchte die Brigg Lydia unter dem Kommando von Kapitän Samuel Hill auf. Er hatte von einem anderen Häuptling, Ulatilla von den Kla-iz-zarts, erfahren, dass Jewitt und Thompson im Nootka Sound festgehalten wurden. Jewitt hatte auf verschiedenen Wegen versucht, mit Schiffen Kontakt aufzunehmen, die in der Region auf Otterjagd waren, doch bis dahin vergebens. Maquinna, der versuchte zu Kapitän Hill Kontakt aufzunehmen, um wieder am Pelzhandel partizipieren zu können, der durch den Überfall auf die Boston abgerissen war, wurde von Hill gefangen genommen. Hill tauschte den Häuptling gegen die beiden Gefangenen aus.
Sie fuhren mit Hill entlang der Nordwestküste und bis nach China, wo sie im August 1806 zahlreiche Felle verkauften. Im Juni 1807 erreichte das Schiff Boston, Massachusetts. Dort heiratete Jewitt am 25. Dezember 1809 Hester Jones, mit der er mehrere Kinder hatte.
Der andere Überlebende, John Thompson, starb relativ früh nach diesen Ereignissen, entweder 1816 auf Kuba oder bereits 1815 in Philadelphia.

### Veröffentlichungen
Jewitt veröffentlichte das Journal, das er heimlich während seiner Gefangenschaft verfasst hatte, noch 1807 unter dem Titel A journal, kept at Nootka Sound, ein recht trocken geschriebenes Heft von 48 Seiten.
Als Richard Alsop, ein Händler und Schriftsteller aus Hartford, den Bericht 1814 wahrnahm, nahm er Kontakt mit Jewitt auf, der inzwischen in Middletown in Connecticut wohnte. Er formulierte entsprechend den mündlichen Berichten Jewitts das 1815 erschienene A narrative of the adventures and sufferings of John R. Jewitt. Diese Schilderung ist zwar von den Vorstellungen Jewitts und auch seines Ghostwriters geprägt, doch ist sie eine der wichtigsten Quellen zur Geschichte der Nuu-chah-nulth.
Jewitts Ruhm war nur von kurzer Dauer und sehr regional begrenzt. Daran änderten seine Bemühungen im Rahmen einer Art Roadshow nichts, die er mit einem Handkarren durchführte. Alsop hatte dazu offenbar ein Lied namens „The poor armourer boy“ komponiert. Drei Vorstellungen gaben die beiden allein 1817 in Philadelphia, wobei Jewitt sogar Lieder und Tänze der Nuu-chah-nulth in einem Zirkus vorführte. Obwohl später mehrere Auflagen folgten, das Original wurde 1928 ins Deutsche übersetzt, verarmte Jewitt und starb im Alter von 37 Jahren in Hartford.

## Rezeption
Neben John Mackay, der sich 1786–1787 ca. ein Jahr lang freiwillig im Nootka Sound aufhielt, waren die beiden Gefangenen wohl die ersten Europäer, die für längere Zeit unter den Nuu-chah-nulth gelebt haben. Jewitt war dabei der einzige, der einen Bericht abfasste. Dieser Bericht selbst war jedoch ohne größere Wirkung und wurde nur wenigen bekannt.
Erst mit Alsops an vielen Stellen recht freier Nacherzählung wurde Jewitts Reise bekannter, was auch damit zusammenhing, dass Alsop zu den seinerzeit bekannten Connecticut Wits gehörte, einem Zirkel überregional bekannter Schriftsteller. Zudem gehörte er zu den wenigen Millionären, und so hatte er auch die Mittel seine Schriften zu fördern. Bei der künstlerischen Bearbeitung von Jewitts Erzählungen orientierte er sich an Defoes Robinson Crusoe. Er ließ das Werk im Frühjahr 1815 bei Louis & Richards in Middletown drucken. Am 8. März 1815 beantragte Jewitt das Urheberrecht, am selben Tag beanspruchte er dieses Recht auch für das Lied „The Poor Armourer Boy“. Jewitt selbst hat sein Buch mindestens zwischen Maine und Nantucket verbreitet.
Der Text wurde 21 Jahre später von dem Westfalen aus Lüdinghausen Ignatz Hülswitt übersetzt und bedenkenlos als sein eigenes Reiseerlebnis veröffentlicht. Dabei musste er Passagen, die auf die englische Herkunft verwiesen auslassen, aber auch die Szene, in der Jewitt beim Überfall auf die Boston, deren Name gleichfalls verschwiegen wird, fast erschlagen worden wäre. Im Gegensatz zu Hewitt hatte Hülswitt nämlich keine Narbe aufzuweisen. Zwar nennt er als Eigentümer „seines“ Schiffes einen „Mr. Armory“, was dem Namen der Besitzer entspricht, doch der Ausgangshafen war bei ihm New York. Während Hülswitt sich kurzerhand selbst zum Supercargo beförderte, machte er aus Thompson einen Waffenschmied und nannte ihn Karl. Dennoch behielt er den Namen Maquinna bei, der möglicherweise 1822 tatsächlich noch lebte. Zwar behauptet Hülswitt als Pflanzer in Tennessee und Louisiana „etabliert“ gewesen zu sein, doch ist noch nicht einmal klar, ob er jemals in Amerika war. Der Wirkungsgeschichte dieses Büchleins im deutschen Sprachraum ist, unabhängig von der Plagiatsfrage, noch nicht nachgegangen worden.
Insgesamt erfolgten 18 Auflagen, davon 2 in Großbritannien, in Deutschland erschien es 1928. Das Journal wurde allerdings nur noch einmal aufgelegt. Doch nicht nur diese Auflagen verhalfen dem Werk zu erheblicher Popularität, sondern die Bühnenaufführung durch den Dramatiker und späteren Bürgermeister von Philadelphia, James Nelson Barker. Bereits am 10. März 1815 wurde das Theaterstück in Philadelphia aufgeführt, mehrere Aufführungen folgten und für den 21. war der Armourer Boy angekündigt, gesungen von Jewitt selbst. Dabei bemühte man sich, die Gebräuche, Zeremonien und den „Aberglauben“ der „Wilden“ auf die Bühne zu bringen. Jewitt spielte dabei offenbar sich selbst und trug auch Lieder der „Nootkans“ in ihrer Sprache vor, etwa im Rahmen der Bärenzeremonie oder eines Kriegstanzes. Auch an anderer Stelle, wie den Vauxhall Gardens, trug Jewitt in Nuu-chah-nulth-Kleidung Musik in Wakashan vor.

## Quellen

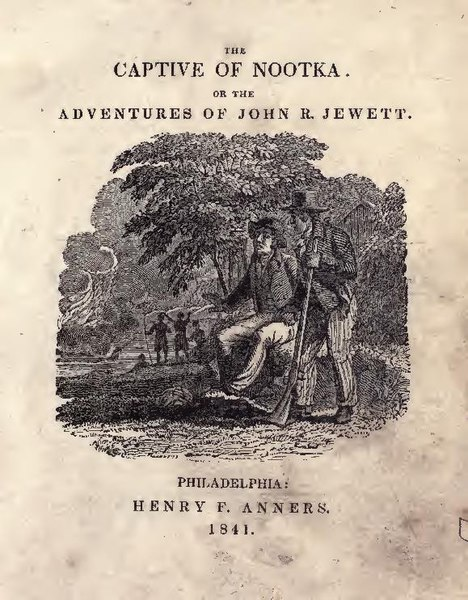
The captive of Nootka. Or the adventures of John R. Jewett, Philadelphia 1845